# Лавленд (Колорадо)
Лавленд (англ. Loveland) — місто (англ. city) в США, в окрузі Ларімер штату Колорадо. Населення — 76 378 осіб (2020).

## Географія
Лавленд розташований за координатами 40°25′1″ пн. ш. 105°3′43″ зх. д. / 40.41694° пн. ш. 105.06194° зх. д. (40.417080, -105.061855).  За даними Бюро перепису населення США в 2010 році місто мало площу 90,81 км², з яких 87,01 км² — суходіл та 3,80 км² — водойми.

### Клімат
| Клімат : Лавленд      | Клімат : Лавленд | Клімат : Лавленд | Клімат : Лавленд | Клімат : Лавленд | Клімат : Лавленд | Клімат : Лавленд | Клімат : Лавленд | Клімат : Лавленд | Клімат : Лавленд | Клімат : Лавленд | Клімат : Лавленд | Клімат : Лавленд | Клімат : Лавленд |
| Показник              | Січ.             | Лют.             | Бер.             | Квіт.            | Трав.            | Черв.            | Лип.             | Серп.            | Вер.             | Жовт.            | Лист.            | Груд.            | Рік              |
| Середній максимум, °C | 5,6              | 8,3              | 12,2             | 16,1             | 21,7             | 27,2             | 30,0             | 28,9             | 25,0             | 18,3             | 10,6             | 6,7              | 17,6             |
| Середній мінімум, °C  | −10              | −7,2             | −3,3             | 0,6              | 6,1              | 10,6             | 13,9             | 12,8             | 7,8              | 1,7              | −5               | −8,9             | 1,6              |
| Норма опадів, мм      | 10               | 9                | 33               | 44               | 57               | 47               | 39               | 30               | 36               | 24               | 18               | 7                | 355              |
| --------------------- | ---------------- | ---------------- | ---------------- | ---------------- | ---------------- | ---------------- | ---------------- | ---------------- | ---------------- | ---------------- | ---------------- | ---------------- | ---------------- |
| Джерело: Weather.com  |                  |                  |                  |                  |                  |                  |                  |                  |                  |                  |                  |                  |                  |

## Демографія
Згідно з переписом 2010 року, у місті мешкало 66 859 осіб у 27 153 домогосподарствах у складі 18 208 родин. Густота населення становила 736 осіб/км².  Було 28557 помешкань (314/км²).
Расовий склад населення:
| - 91,5 % — білих - 1,0 % — азіатів - 0,8 % — корінних американців - 0,6 % — чорних або афроамериканців - 0,1 % — вихідців з тихоокеанських островів - 3,6 % — осіб інших рас |

До двох чи більше рас належало 2,5 %. Частка іспаномовних становила 11,7 % від усіх жителів.
За віковим діапазоном населення розподілялося таким чином: 23,9 % — особи молодші 18 років, 61,2 % — особи у віці 18—64 років, 14,9 % — особи у віці 65 років та старші. Медіана віку мешканця становила 38,7 року. На 100 осіб жіночої статі у місті припадало 93,5 чоловіків;  на 100 жінок у віці від 18 років та старших — 90,1 чоловіків також старших 18 років.
Середній дохід на одне домашнє господарство  становив 68 890 доларів США (медіана — 56 277), а середній дохід на одну сім'ю — 81 596 доларів (медіана — 70 223). Медіана доходів становила 48 646 доларів для чоловіків та 38 316 доларів для жінок. За межею бідності перебувало 9,1 % осіб, у тому числі 12,3 % дітей у віці до 18 років та 6,2 % осіб у віці 65 років та старших.
Цивільне працевлаштоване населення становило 35 339 осіб. Основні галузі зайнятості: освіта, охорона здоров'я та соціальна допомога — 21,8 %, роздрібна торгівля — 12,0 %, науковці, спеціалісти, менеджери — 11,6 %.